# Llista de peixos del llac Malawi

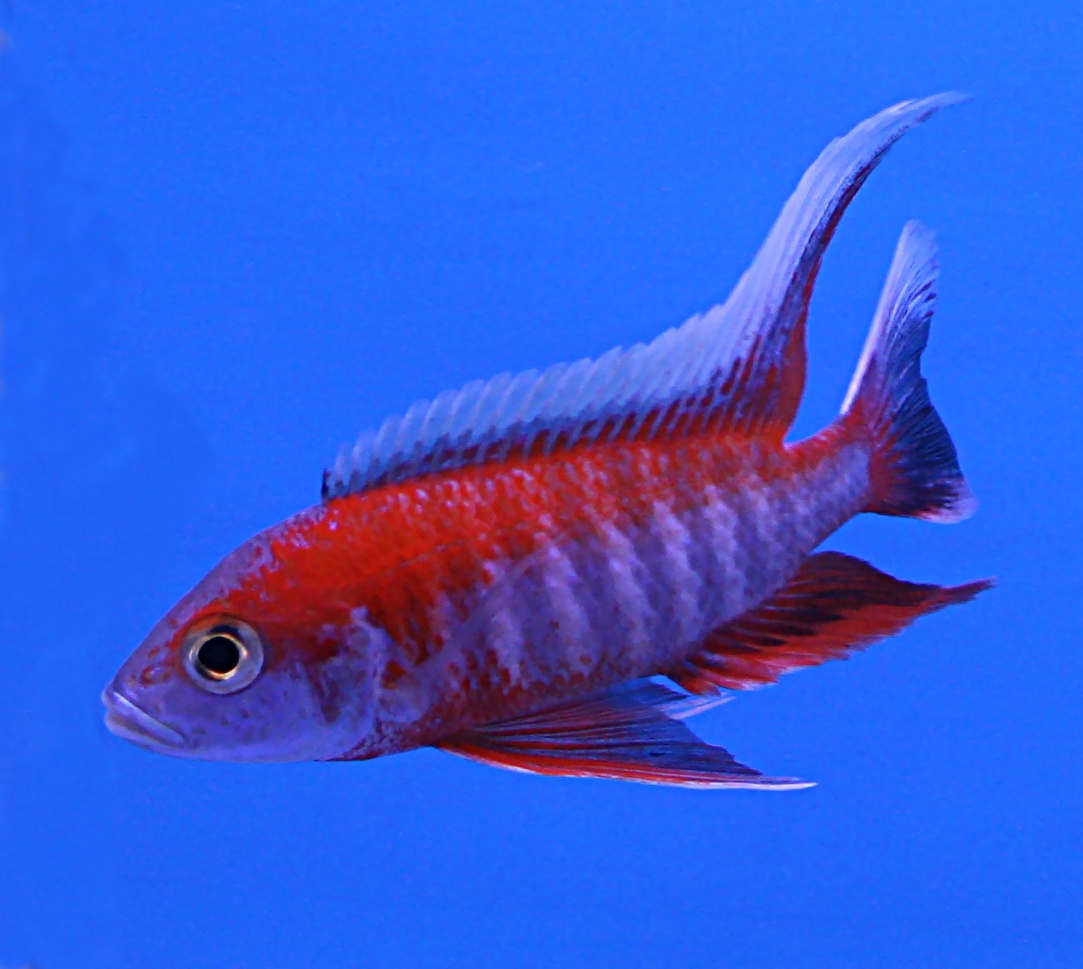
Aulonocara jacobfreibergi

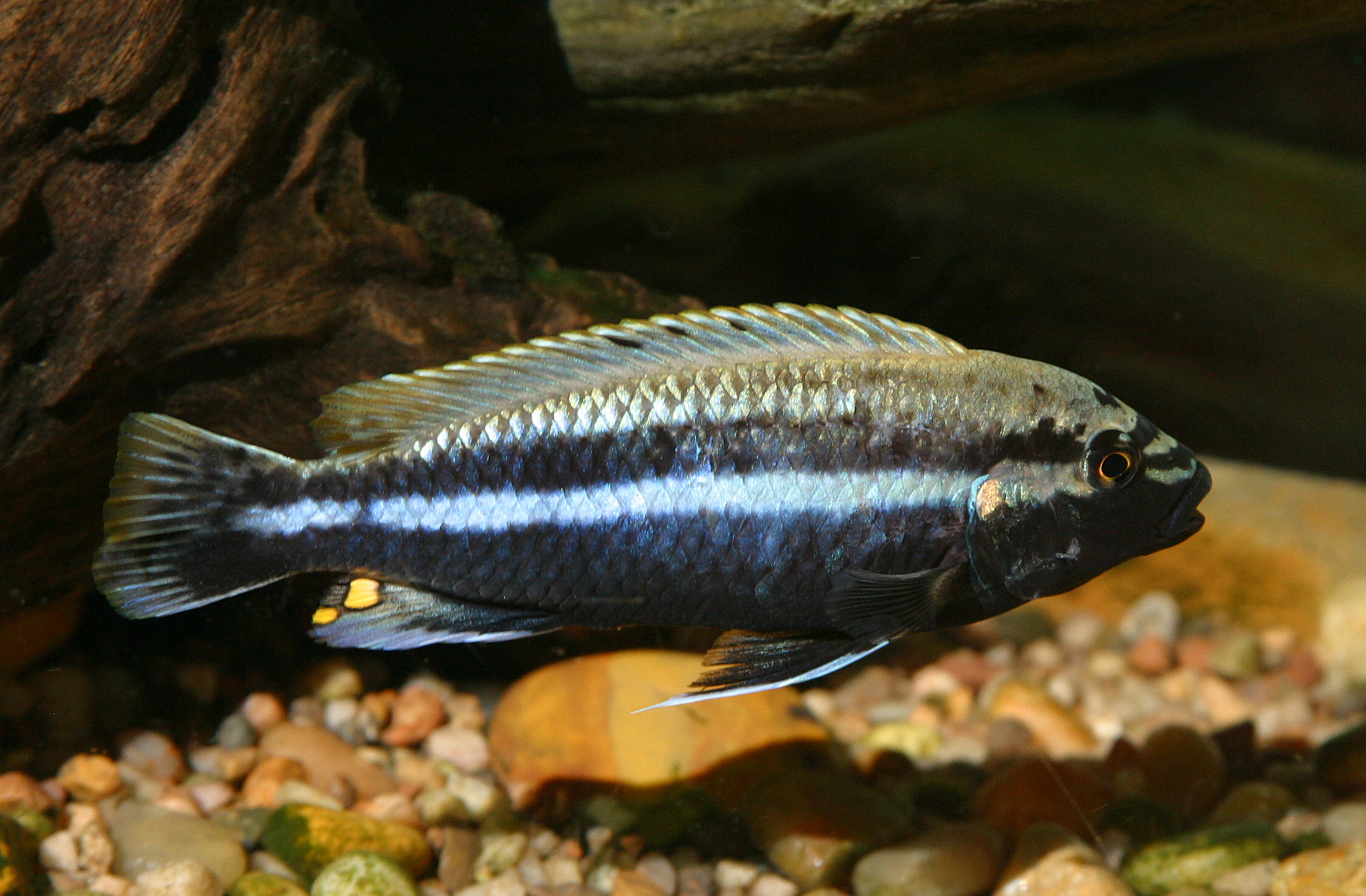
Melanochromis auratus

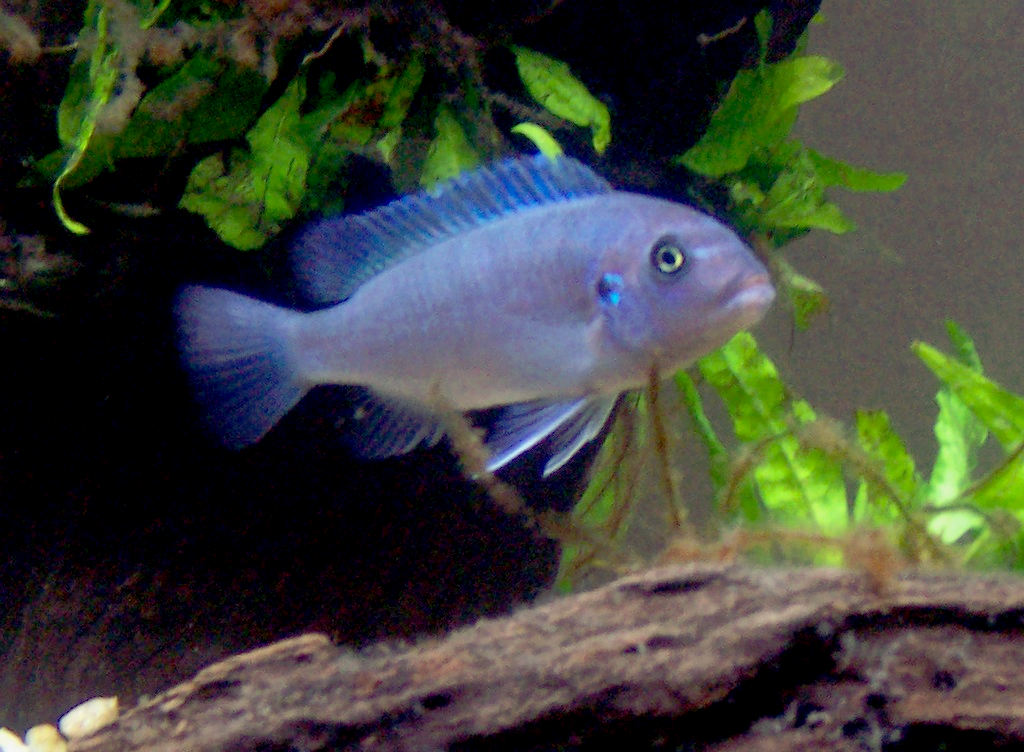
Maylandia callainos

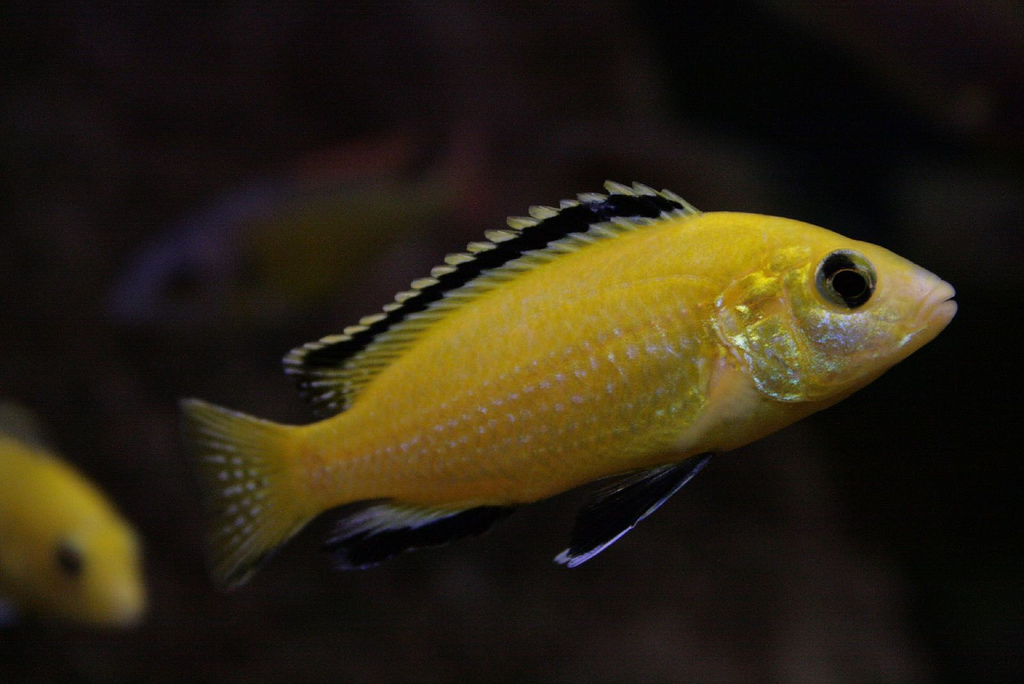
Labidochromis caeruleus

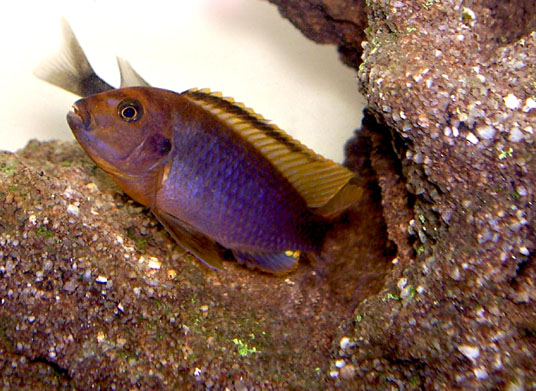
Iodotropheus sprengerae

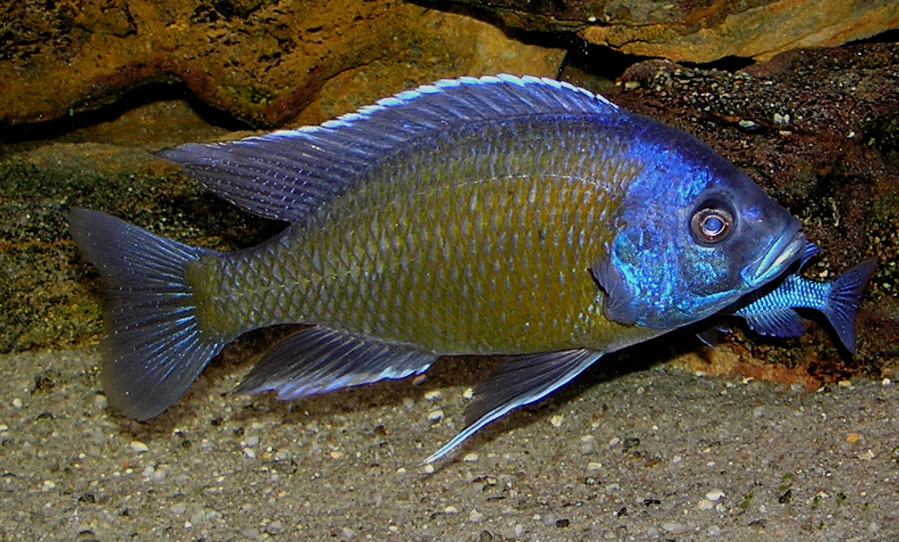
Copadichromis borleyi

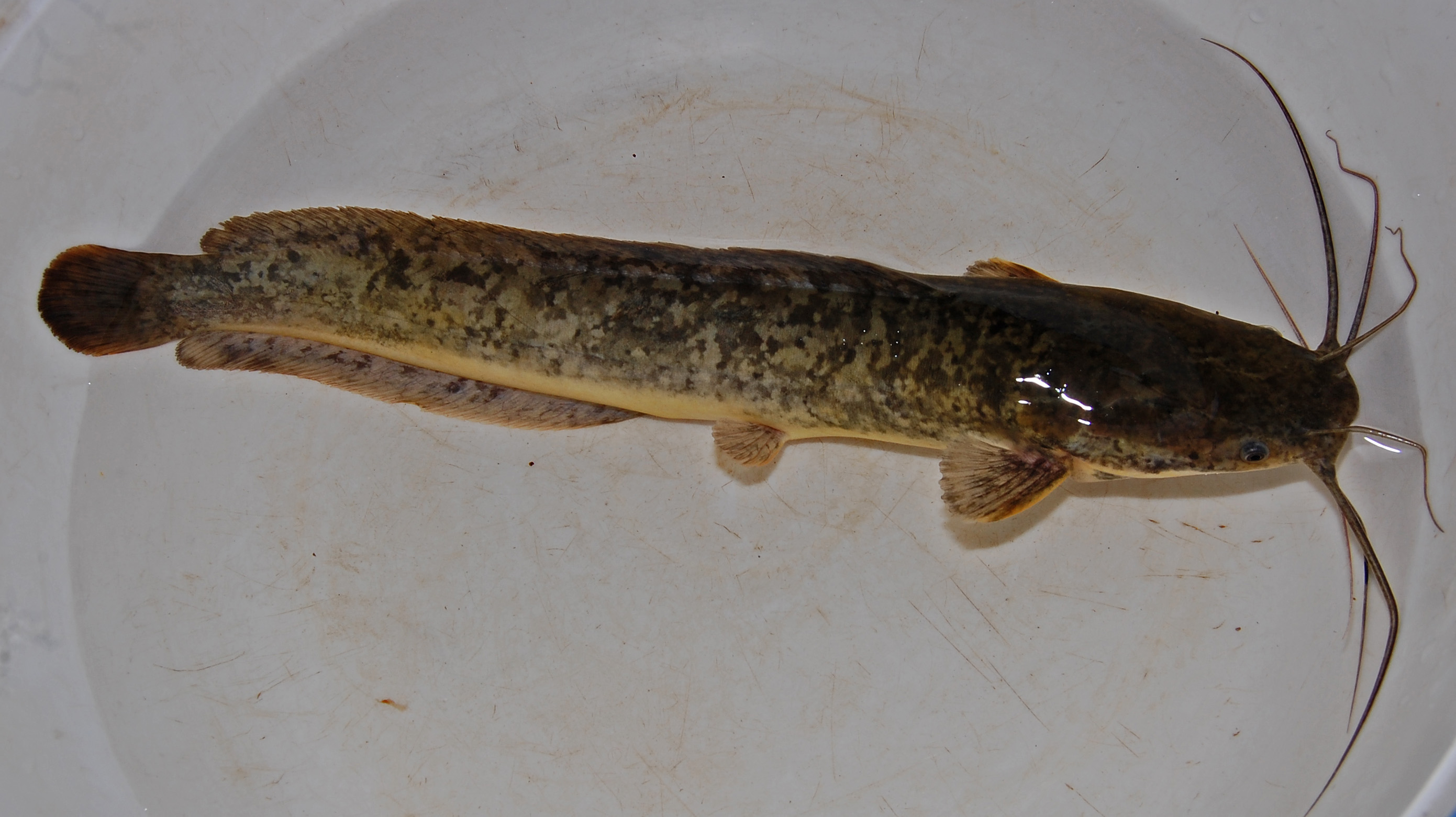
Clarias gariepinus

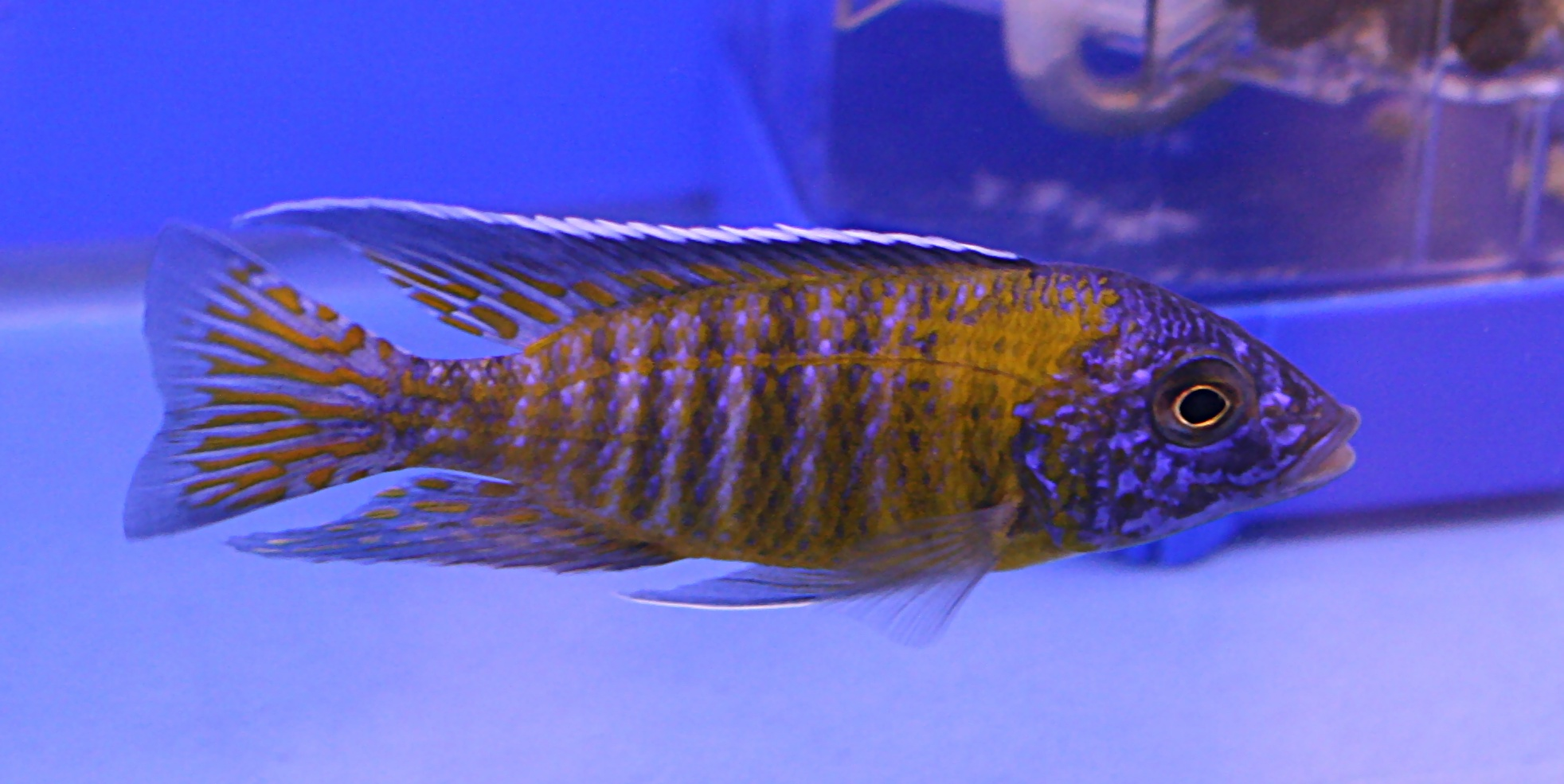
Aulonocara steveni

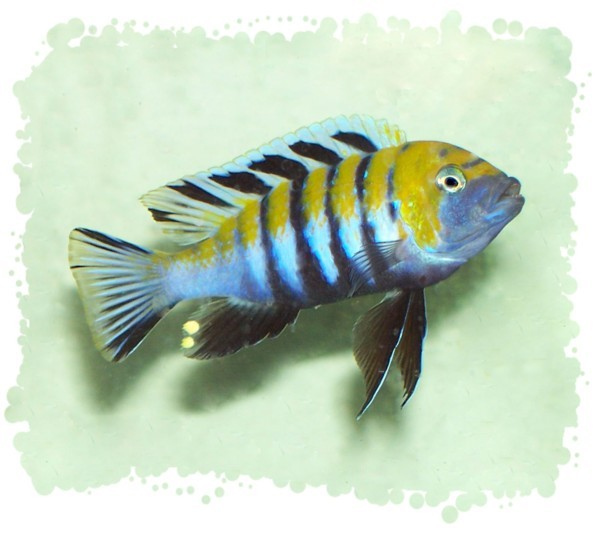
Cynotilapia afra

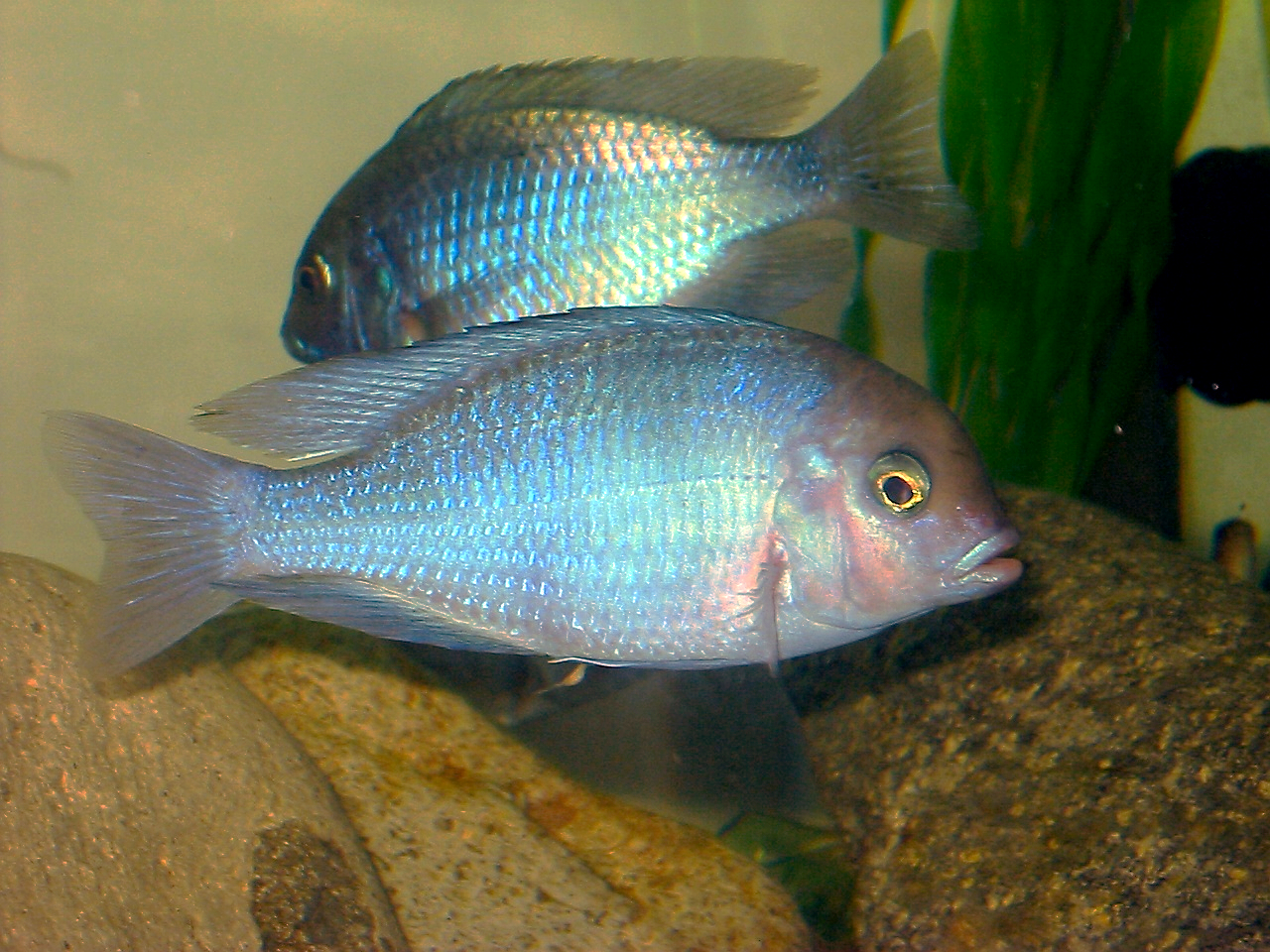
Cyrtocara moorii

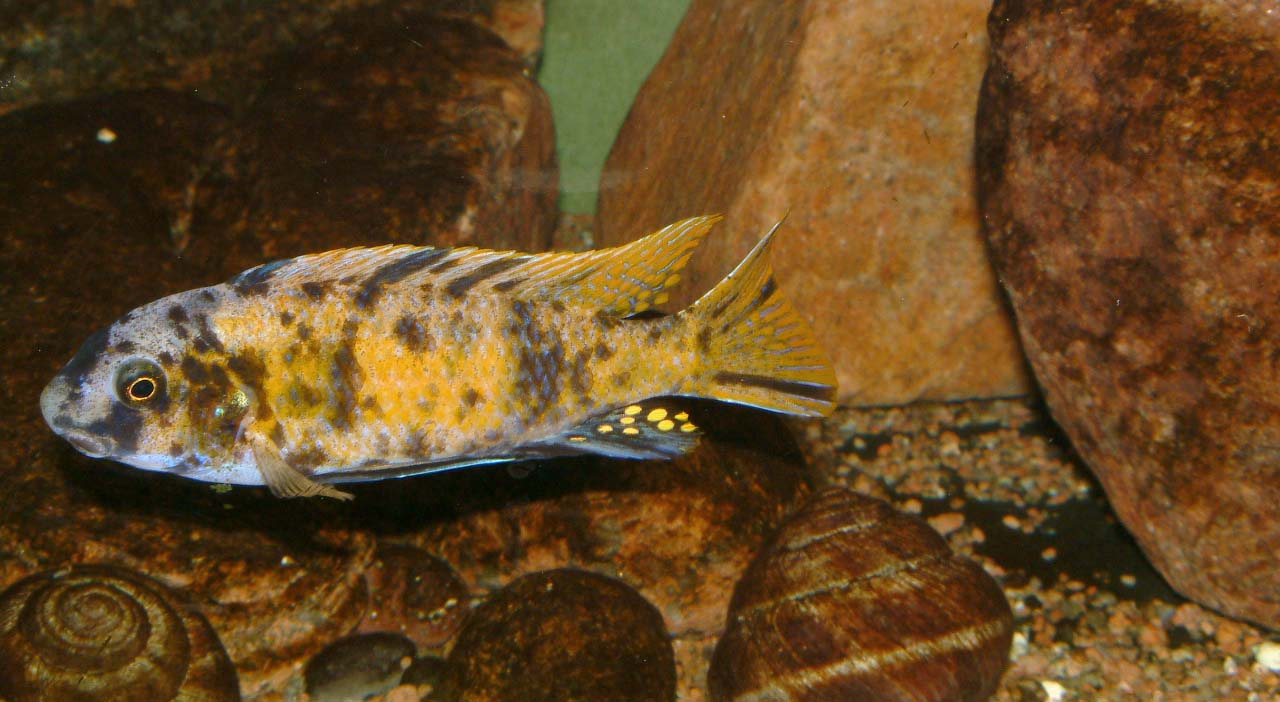
Labeotropheus fuelleborni

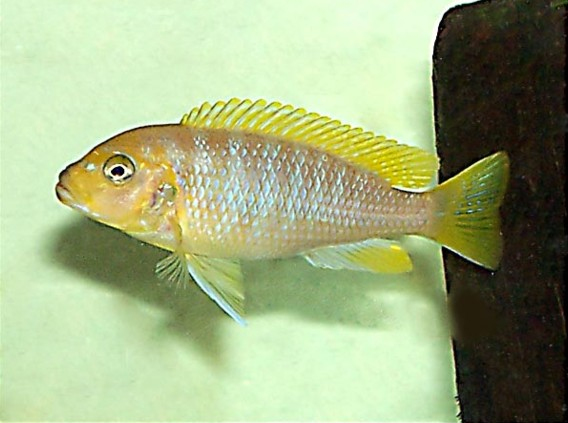
Maylandia hajomaylandi

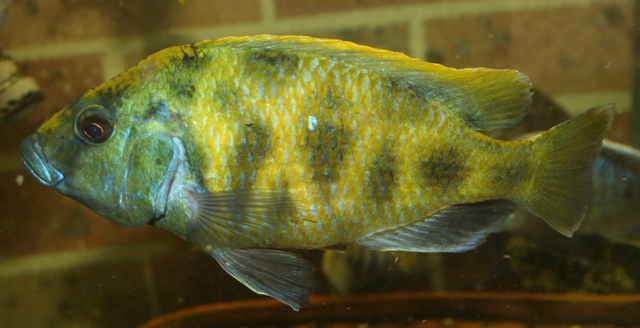
Nimbochromis venustus

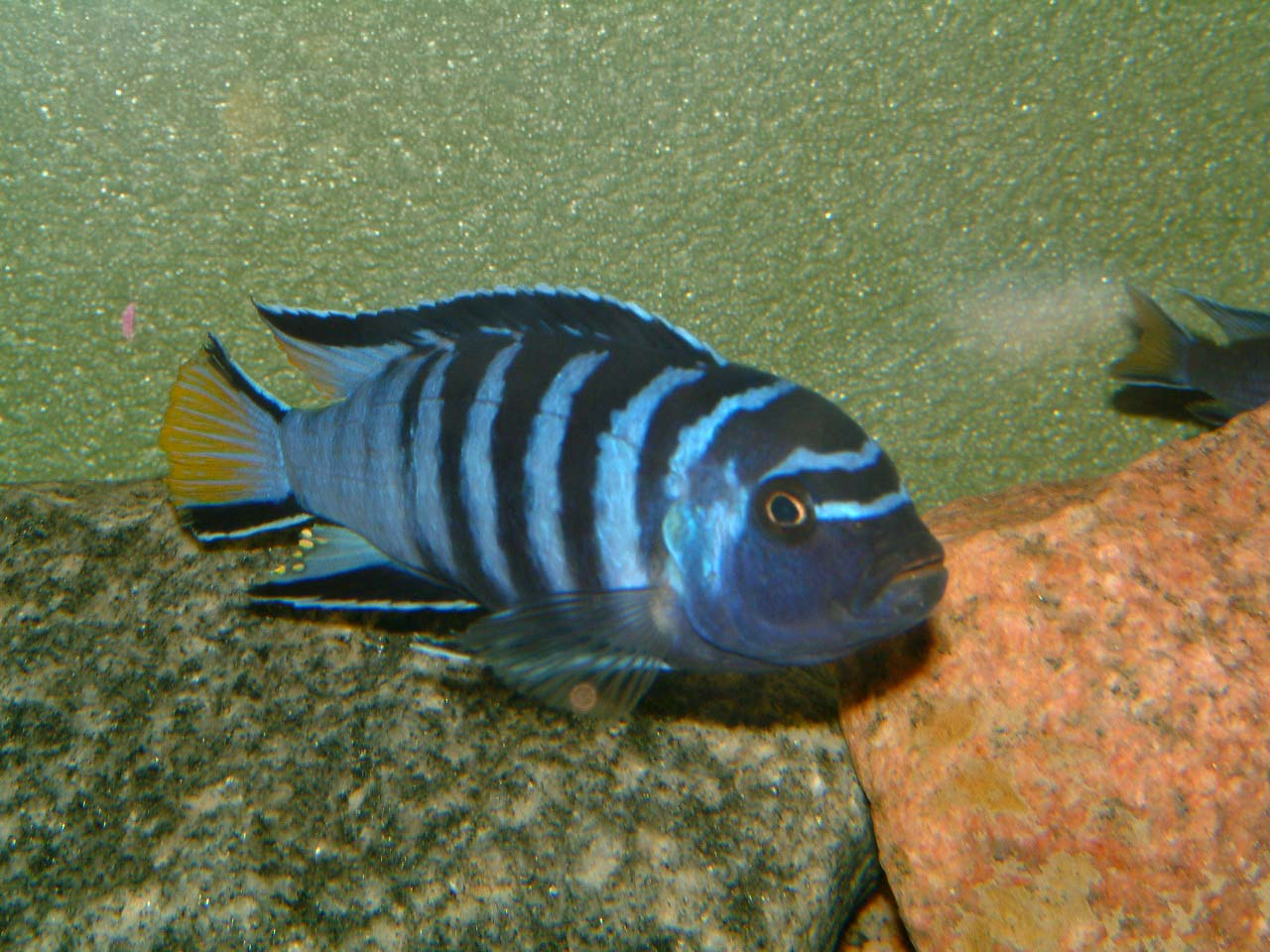
Pseudotropheus elongatus

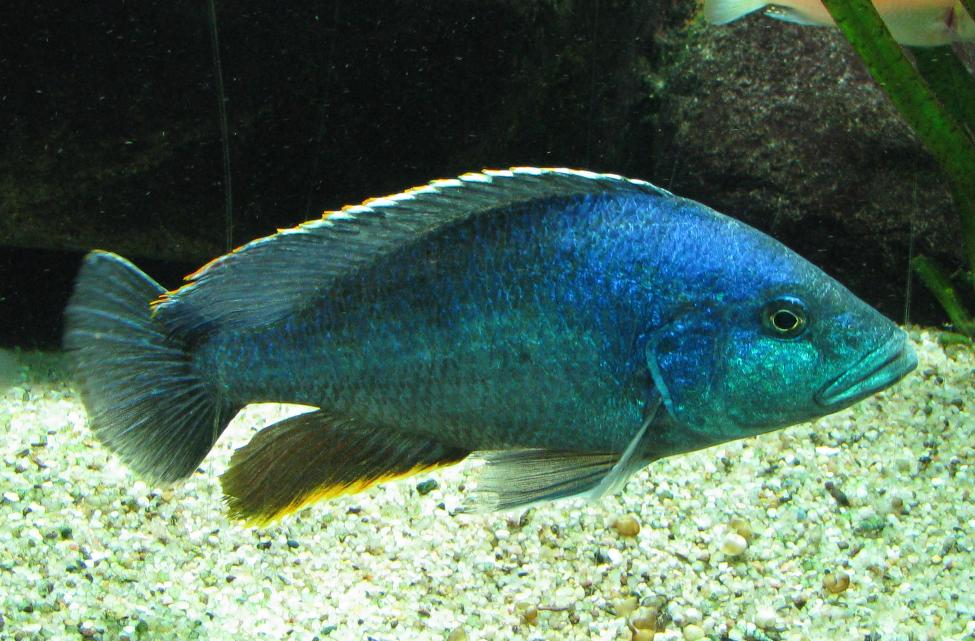
Aulonocara nyassae

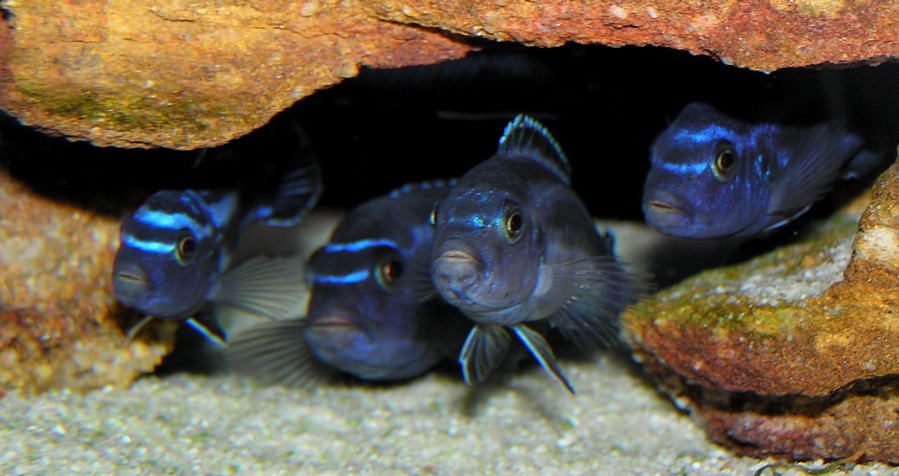
Melanochromis cyaneorhabdos

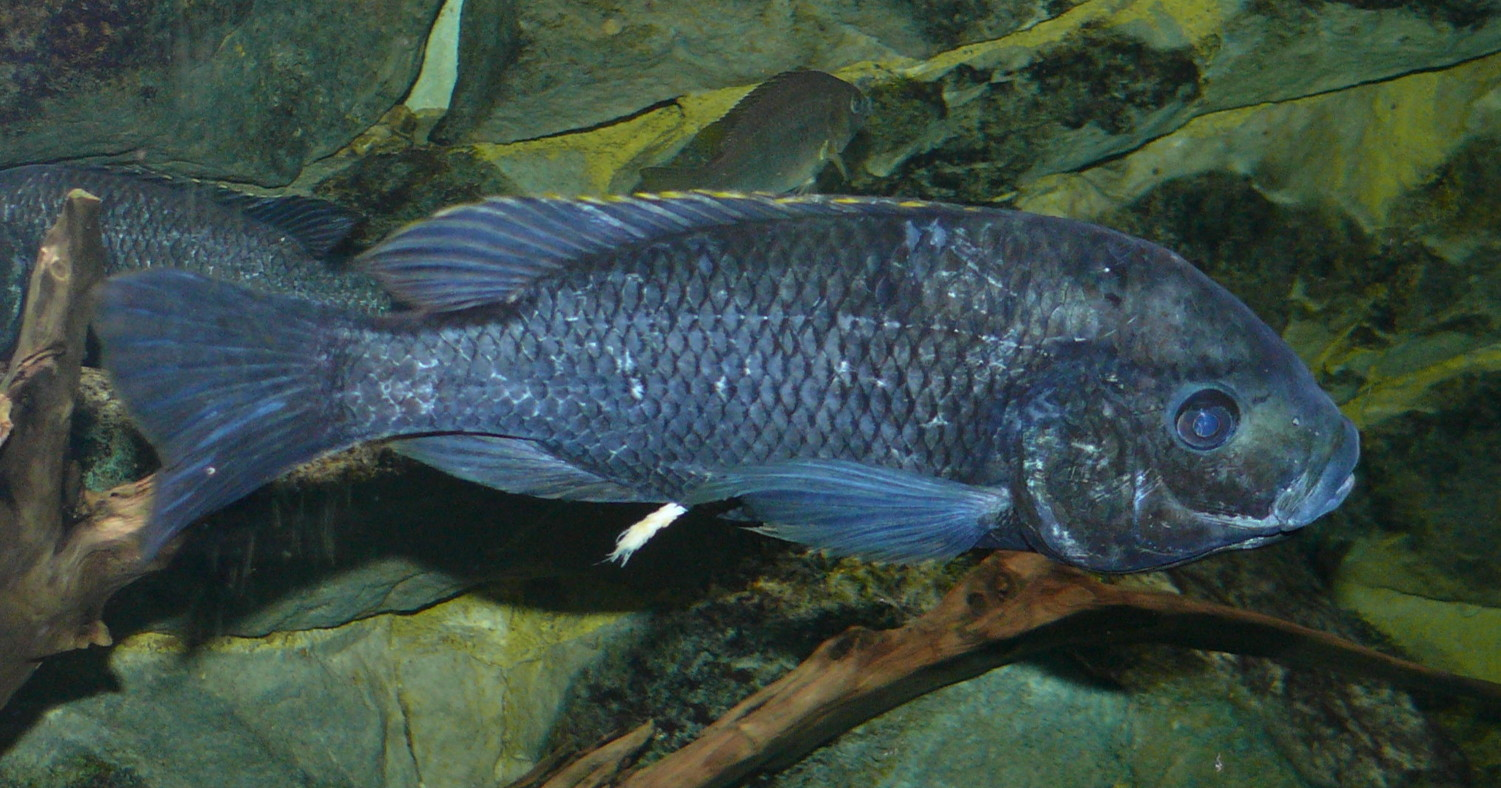
Oreochromis squamipinnis

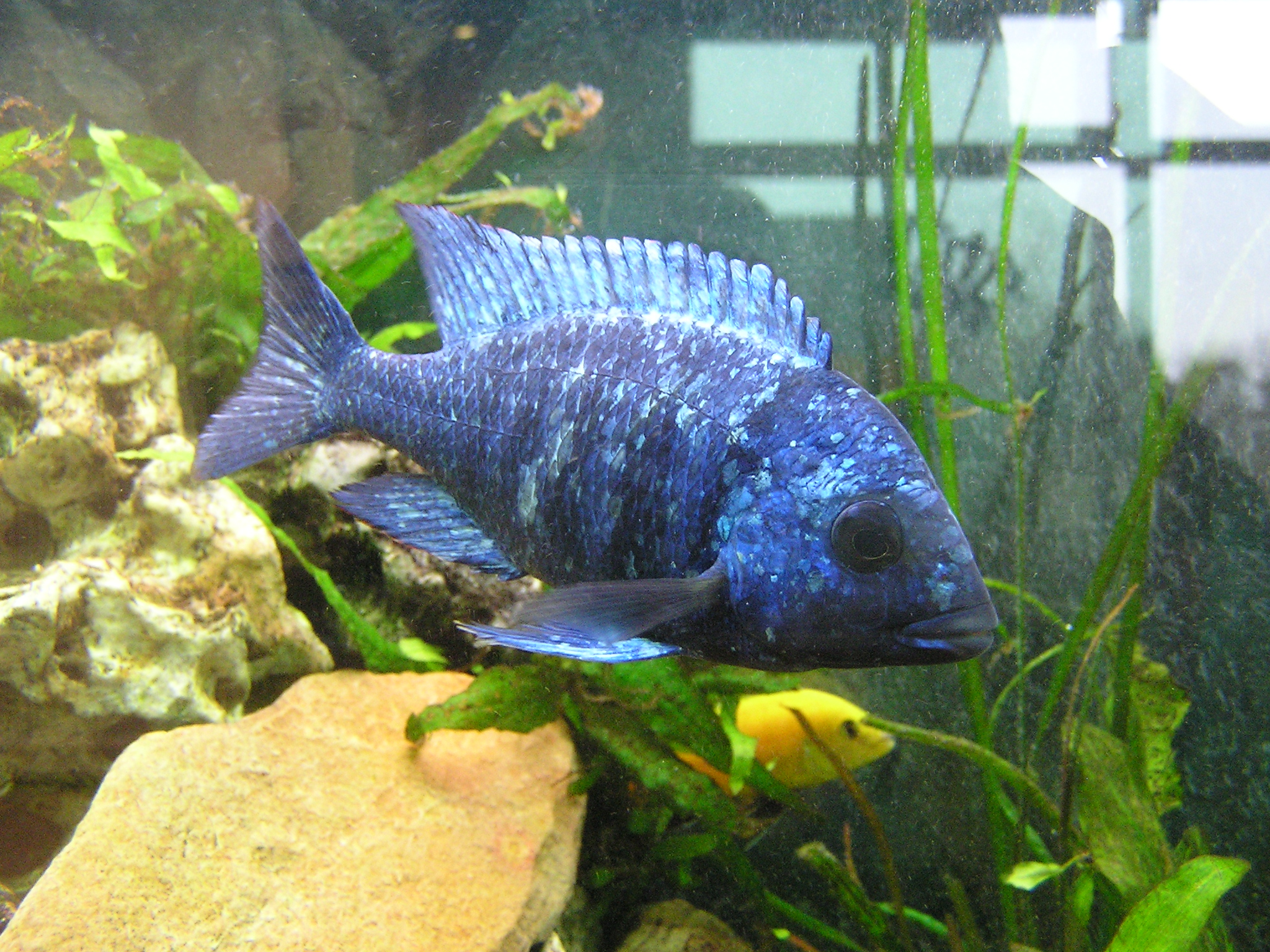
Placidochromis phenochilus

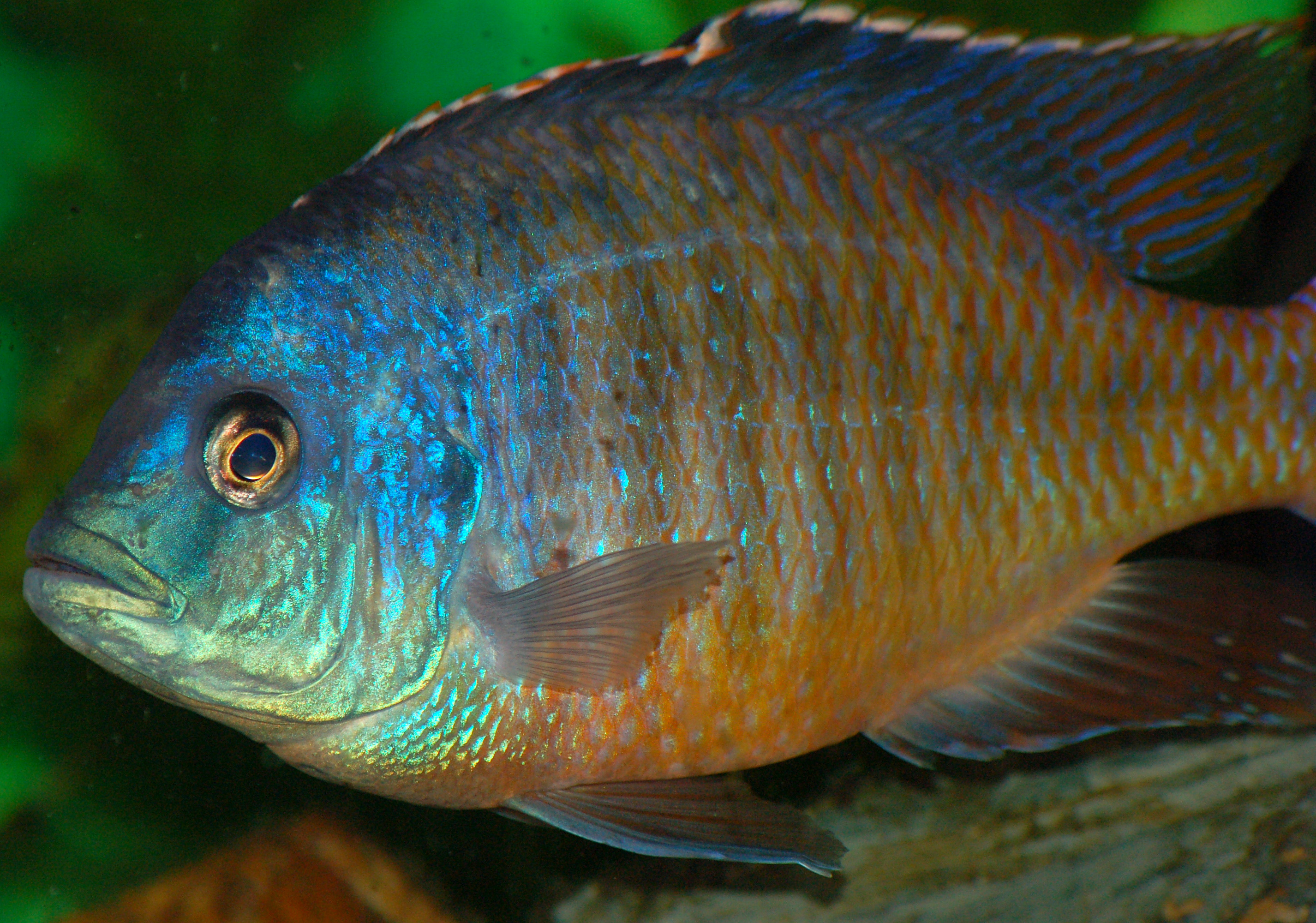
Protomelas taeniolatus

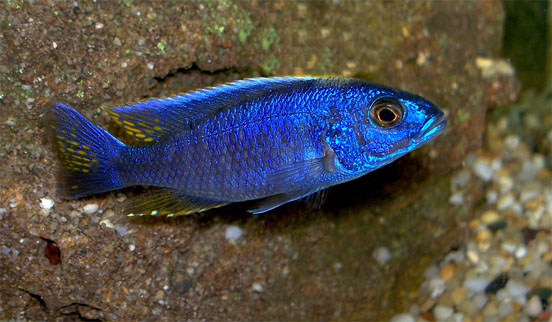
Sciaenochromis fryeri

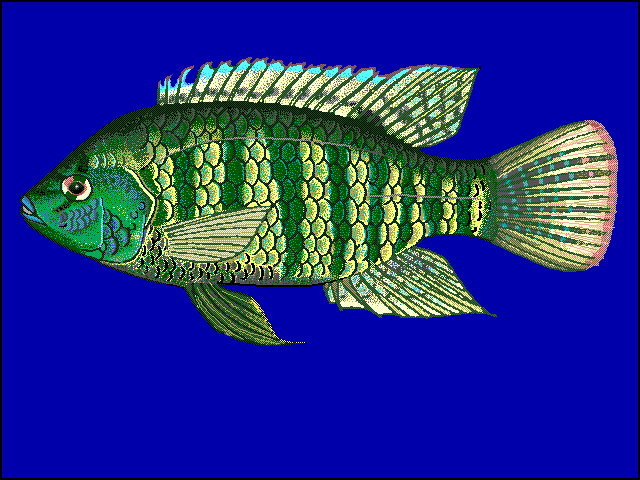
Tilapia sparrmanii

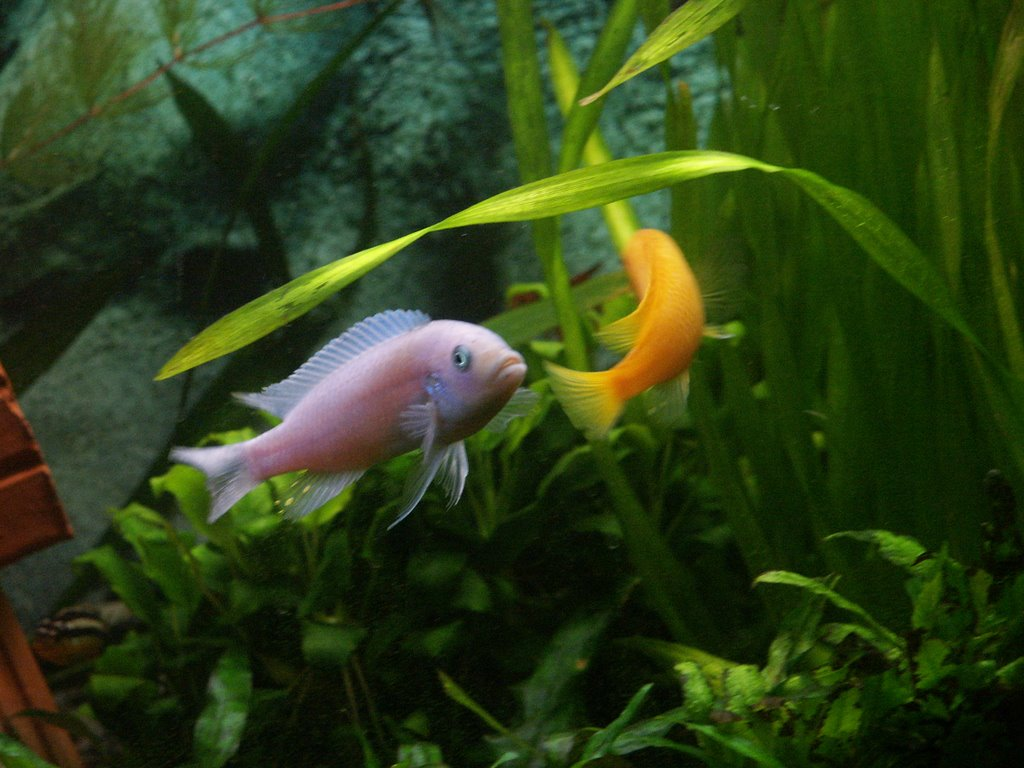
Maylandia zebra

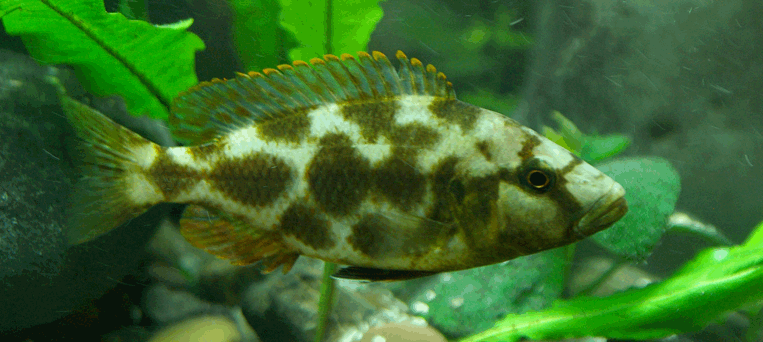
Nimbochromis livingstonii

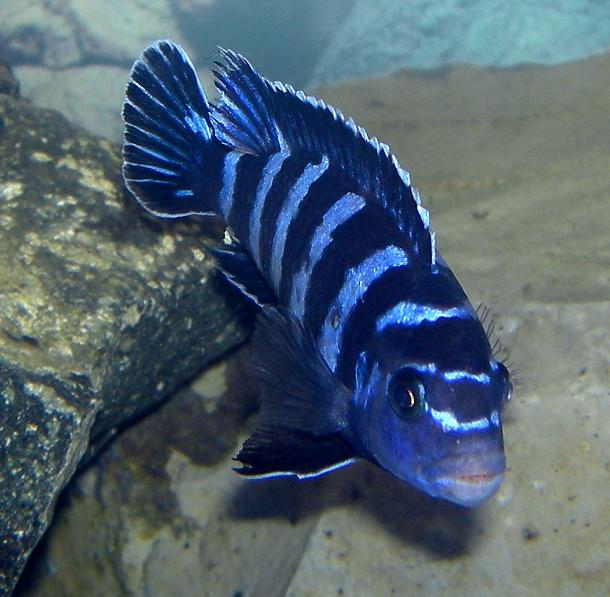
Pseudotropheus demasoni

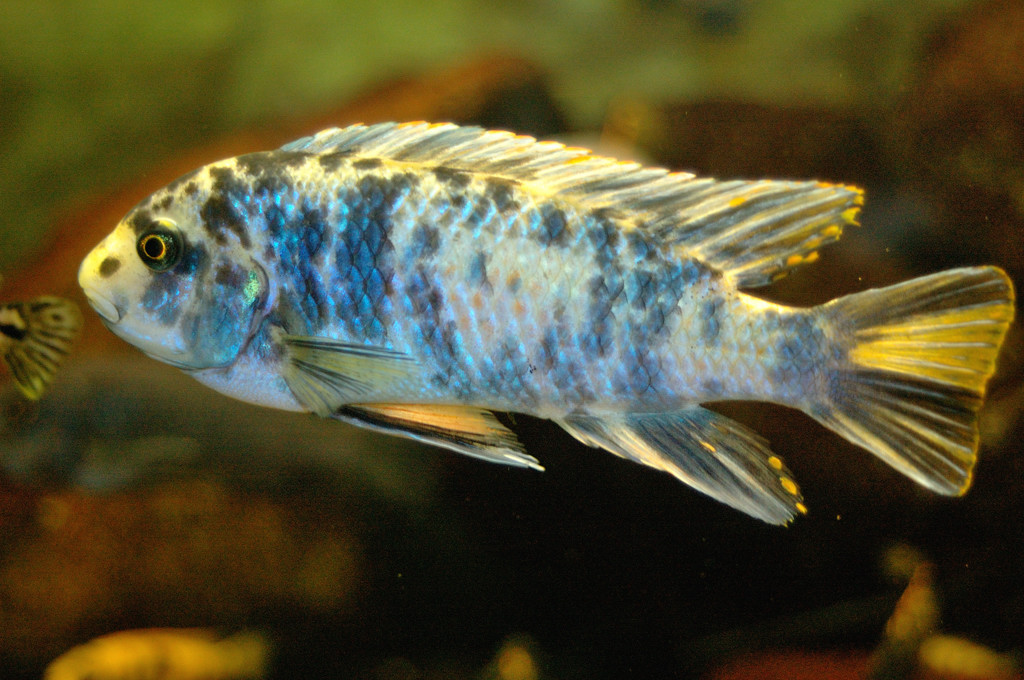
Maylandia lombardoi

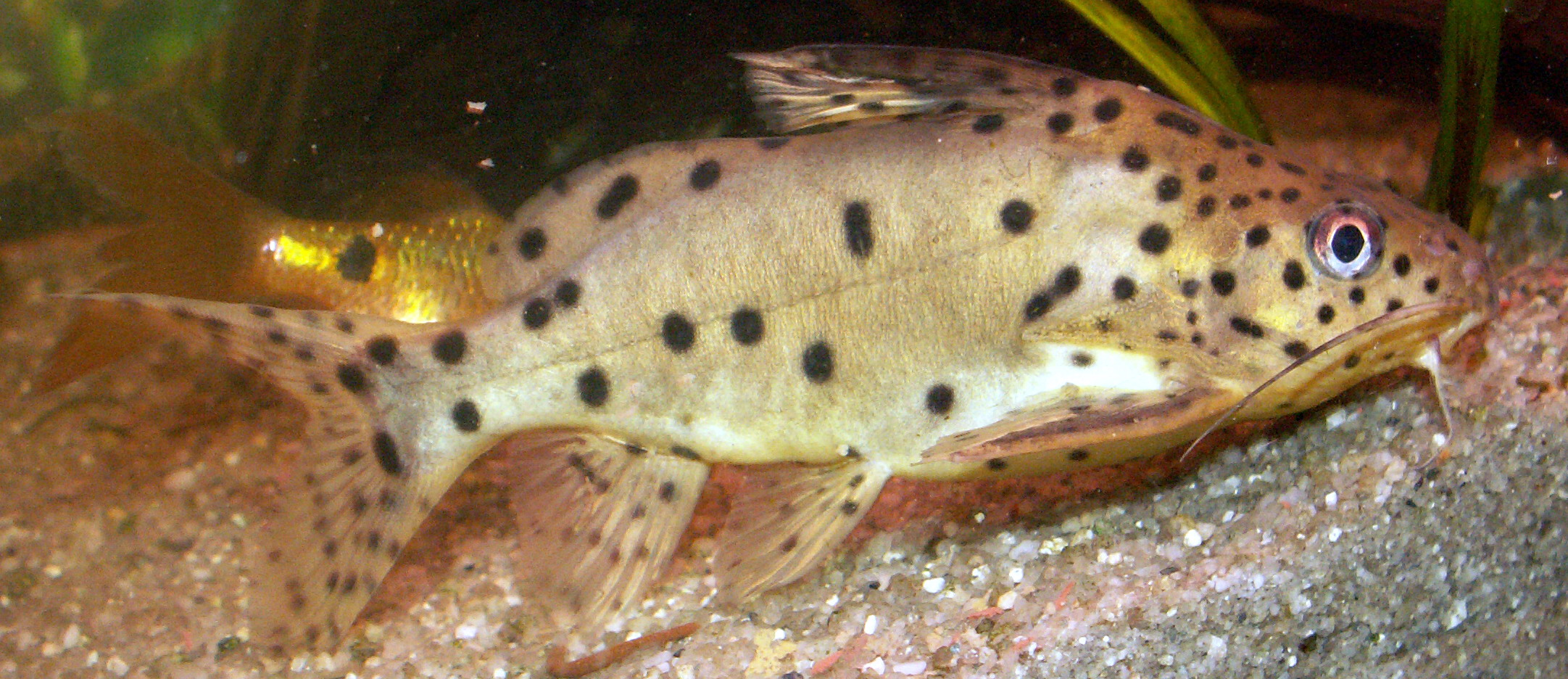
Synodontis njassae

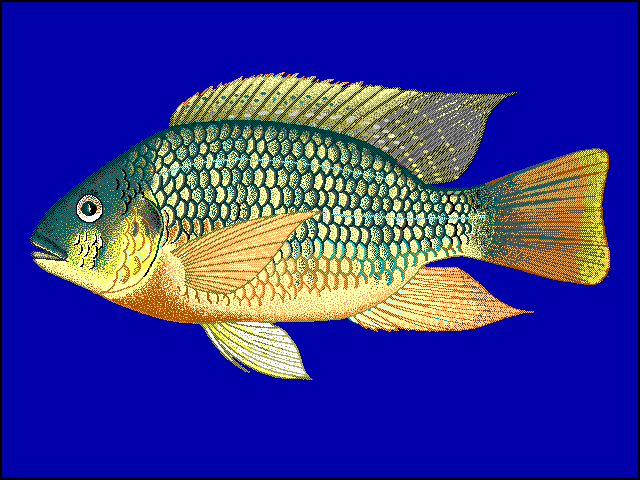
Tilapia rendalli

Aquesta llista de peixos del Llac Malawi inclou les 437 espècies de peixos que es poden trobar al Llac Malawi ordenades per l'ordre alfabètic de llur nom científic.

## A
- Abactochromis labrosus
- Alticorpus geoffreyi
- Alticorpus macrocleithrum
- Alticorpus mentale
- Alticorpus peterdaviesi
- Alticorpus profundicola
- Amphilius chalei
- Anguilla bengalensis labiata
- Aplocheilichthys johnstoni
- Aplocheilichthys katangae
- Aristochromis christyi
- Astatotilapia calliptera
- Aulonocara aquilonium
- Aulonocara auditor
- Aulonocara baenschi
- Aulonocara brevinidus
- Aulonocara brevirostre
- Aulonocara ethelwynnae
- Aulonocara gertrudae
- Aulonocara guentheri
- Aulonocara hansbaenschi
- Aulonocara hueseri
- Aulonocara jacobfreibergi
- Aulonocara koningsi
- Aulonocara korneliae
- Aulonocara macrochir
- Aulonocara maylandi kandeensis
- Aulonocara maylandi maylandi
- Aulonocara nyassae
- Aulonocara rostratum
- Aulonocara saulosi
- Aulonocara steveni
- Aulonocara stonemani
- Aulonocara stuartgranti
- Aulonocara trematocephalum

## B
- Bagrus meridionalis
- Bagrus orientalis
- Barbus arcislongae
- Barbus eurystomus
- Barbus innocens
- Barbus macrotaenia
- Barbus paludinosus
- Barbus radiatus radiatus
- Barbus trimaculatus
- Bathyclarias atribranchus
- Bathyclarias euryodon
- Bathyclarias filicibarbis
- Bathyclarias foveolatus
- Bathyclarias gigas
- Bathyclarias ilesi
- Bathyclarias jacksoni
- Bathyclarias longibarbis
- Bathyclarias nyasensis
- Bathyclarias rotundifrons
- Bathyclarias worthingtoni
- Brycinus imberi
- Buccochromis atritaeniatus
- Buccochromis heterotaenia
- Buccochromis lepturus
- Buccochromis nototaenia
- Buccochromis oculatus
- Buccochromis rhoadesii
- Buccochromis spectabilis

## C
- Caprichromis liemi
- Caprichromis orthognathus
- Champsochromis caeruleus
- Champsochromis spilorhynchus
- Cheilochromis euchilus
- Chiloglanis neumanni
- Chilotilapia rhoadesii
- Clarias gariepinus
- Clarias ngamensis
- Clarias theodorae
- Copadichromis atripinnis
- Copadichromis azureus
- Copadichromis borleyi
- Copadichromis chizumuluensis
- Copadichromis chrysonotus
- Copadichromis cyaneus
- Copadichromis cyanocephalus
- Copadichromis diplostigma
- Copadichromis geertsi
- Copadichromis ilesi
- Copadichromis insularis
- Copadichromis jacksoni
- Copadichromis likomae
- Copadichromis mbenjii
- Copadichromis melas
- Copadichromis mloto
- Copadichromis nkatae
- Copadichromis parvus
- Copadichromis pleurostigma
- Copadichromis pleurostigmoides
- Copadichromis quadrimaculatus
- Copadichromis trewavasae
- Copadichromis trimaculatus
- Copadichromis verduyni
- Copadichromis virginalis
- Corematodus shiranus
- Corematodus taeniatus
- Ctenopharynx intermedius
- Ctenopharynx nitidus
- Ctenopharynx pictus
- Cyathochromis obliquidens
- Cynotilapia afra
- Cynotilapia axelrodi
- Cynotilapia pulpican
- Cyrtocara moorii

## D
- Dimidiochromis compressiceps
- Dimidiochromis dimidiatus
- Dimidiochromis kiwinge
- Dimidiochromis strigatus
- Diplotaxodon aeneus
- Diplotaxodon apogon
- Diplotaxodon argenteus
- Diplotaxodon ecclesi
- Diplotaxodon greenwoodi
- Diplotaxodon limnothrissa
- Diplotaxodon macrops
- Docimodus evelynae
- Docimodus johnstoni

## E
- Eclectochromis lobochilus
- Eclectochromis ornatus
- Engraulicypris sardella
- Exochochromis anagenys

## F
- Fossorochromis rostratus

## G
- Genyochromis mento
- Gephyrochromis lawsi
- Gephyrochromis moorii

## H
- Hemigrammopetersius barnardi
- Hemitaeniochromis urotaenia
- Hemitilapia oxyrhyncha
- Heterobranchus longifilis
- Hippopotamyrus discorhynchus

## I
- Iodotropheus declivitas
- Iodotropheus sprengerae
- Iodotropheus stuartgranti

## L
- Labeo altivelis
- Labeo cylindricus
- Labeo mesops
- Labeo worthingtoni
- Labeobarbus brevicauda
- Labeobarbus johnstonii
- Labeobarbus litamba
- Labeotropheus fuelleborni
- Labeotropheus trewavasae
- Labidochromis caeruleus
- Labidochromis chisumulae
- Labidochromis flavigulis
- Labidochromis freibergi
- Labidochromis gigas
- Labidochromis heterodon
- Labidochromis ianthinus
- Labidochromis lividus
- Labidochromis maculicauda
- Labidochromis mathotho
- Labidochromis mbenjii
- Labidochromis mylodon
- Labidochromis pallidus
- Labidochromis shiranus
- Labidochromis strigatus
- Labidochromis textilis
- Labidochromis vellicans
- Labidochromis zebroides
- Lethrinops albus
- Lethrinops altus
- Lethrinops argenteus
- Lethrinops auritus
- Lethrinops christyi
- Lethrinops furcifer
- Lethrinops gossei
- Lethrinops leptodon
- Lethrinops lethrinus
- Lethrinops longimanus
- Lethrinops longipinnis
- Lethrinops lunaris
- Lethrinops macracanthus
- Lethrinops macrochir
- Lethrinops marginatus
- Lethrinops micrentodon
- Lethrinops microdon
- Lethrinops microstoma
- Lethrinops mylodon borealis
- Lethrinops mylodon mylodon
- Lethrinops oculatus
- Lethrinops parvidens
- Lethrinops stridei
- Lethrinops turneri
- Lichnochromis acuticeps

## M
- Marcusenius livingstonii
- Marcusenius macrolepidotus macrolepidotus
- Marcusenius nyasensis
- Mastacembelus shiranus
- Maylandia barlowi
- Maylandia benetos
- Maylandia callainos
- Maylandia chrysomallos
- Maylandia cyneusmarginata
- Maylandia elegans
- Maylandia emmiltos
- Maylandia estherae
- Maylandia flavifemina
- Maylandia greshakei
- Maylandia hajomaylandi
- Maylandia heteropicta
- Maylandia lanisticola
- Maylandia livingstonii
- Maylandia lombardoi
- Maylandia mbenjii
- Maylandia melabranchion
- Maylandia phaeos
- Maylandia pursa
- Maylandia pyrsonotos
- Maylandia sandaracinos
- Maylandia thapsinogen
- Maylandia xanstomachus
- Maylandia zebra
- Mchenga conophoros
- Mchenga cyclicos
- Mchenga eucinostomus
- Mchenga flavimanus
- Mchenga inornata
- Mchenga thinos
- Melanochromis auratus
- Melanochromis baliodigma
- Melanochromis benetos
- Pseudotropheus brevis
- Melanochromis chipokae
- Melanochromis cyaneorhabdos
- Melanochromis dialeptos
- Melanochromis elastodema
- Melanochromis heterochromis
- Melanochromis interruptus
- Melanochromis joanjohnsonae
- Melanochromis johannii
- Melanochromis lepidiadaptes
- Melanochromis loriae
- Melanochromis melanopterus
- Melanochromis mellitus
- Melanochromis parallelus
- Melanochromis perileucos
- Melanochromis perspicax
- Melanochromis robustus
- Melanochromis simulans
- Melanochromis vermivorus
- Melanochromis xanthodigma
- Microchromis zebroides
- Mormyrops anguilloides
- Mormyrus longirostris
- Mylochromis anaphyrmus
- Mylochromis balteatus
- Mylochromis chekopae
- Mylochromis ensatus
- Mylochromis epichorialis
- Mylochromis ericotaenia
- Mylochromis formosus
- Mylochromis gracilis
- Mylochromis guentheri
- Mylochromis incola
- Mylochromis labidodon
- Mylochromis lateristriga
- Mylochromis melanonotus
- Mylochromis melanotaenia
- Mylochromis mola
- Mylochromis mollis
- Mylochromis obtusus
- Mylochromis plagiotaenia
- Mylochromis semipalatus
- Mylochromis sphaerodon
- Mylochromis spilostichus

## N
- Naevochromis chrysogaster
- Nimbochromis fuscotaeniatus
- Nimbochromis linni
- Nimbochromis livingstonii
- Nimbochromis polystigma
- Nimbochromis venustus
- Nothobranchius kirki
- Nyassachromis boadzulu
- Nyassachromis breviceps
- Nyassachromis leuciscus
- Nyassachromis microcephalus
- Nyassachromis nigritaeniatus
- Nyassachromis prostoma
- Nyassachromis purpurans
- Nyassachromis serenus

## O
- Opsaridium microcephalum
- Opsaridium microlepis
- Oreochromis karongae
- Oreochromis lidole
- Oreochromis saka
- Oreochromis shiranus shiranus
- Oreochromis squamipinnis
- Otopharynx argyrosoma
- Otopharynx auromarginatus
- Otopharynx brooksi
- Otopharynx decorus
- Otopharynx heterodon
- Otopharynx lithobates
- Otopharynx ovatus
- Otopharynx pachycheilus
- Otopharynx selenurus
- Otopharynx speciosus
- Otopharynx tetraspilus
- Otopharynx tetrastigma
- Otopharynx walteri

## P
- Pallidochromis tokolosh
- Petrocephalus catostoma catostoma
- Petrotilapia chrysos
- Petrotilapia genalutea
- Petrotilapia microgalana
- Petrotilapia nigra
- Petrotilapia tridentiger
- Placidochromis acuticeps
- Placidochromis acutirostris
- Placidochromis argyrogaster
- Placidochromis boops
- Placidochromis borealis
- Placidochromis chilolae
- Placidochromis communis
- Placidochromis domirae
- Placidochromis ecclesi
- Placidochromis electra
- Placidochromis elongatus
- Placidochromis fuscus
- Placidochromis hennydaviesae
- Placidochromis intermedius
- Placidochromis johnstoni
- Placidochromis koningsi
- Placidochromis lineatus
- Placidochromis longimanus
- Placidochromis longirostris
- Placidochromis longus
- Placidochromis lukomae
- Placidochromis macroceps
- Placidochromis macrognathus
- Placidochromis mbunoides
- Placidochromis milomo
- Placidochromis minor
- Placidochromis minutus
- Placidochromis msakae
- Placidochromis nigribarbis
- Placidochromis nkhatae
- Placidochromis nkhotakotae
- Placidochromis obscurus
- Placidochromis ordinarius
- Placidochromis orthognathus
- Placidochromis pallidus
- Placidochromis phenochilus
- Placidochromis platyrhynchos
- Placidochromis polli
- Placidochromis rotundifrons
- Placidochromis subocularis
- Placidochromis trewavasae
- Placidochromis turneri
- Placidochromis vulgaris
- Pollimyrus castelnaui
- Protomelas annectens
- Protomelas dejunctus
- Protomelas fenestratus
- Protomelas insignis
- Protomelas kirkii
- Protomelas labridens
- Protomelas macrodon
- Protomelas marginatus marginatus
- Protomelas marginatus vuae
- Protomelas pleurotaenia
- Protomelas similis
- Protomelas spilonotus
- Protomelas spilopterus
- Protomelas taeniolatus
- Protomelas triaenodon
- Protomelas virgatus
- Protopterus annectens brieni
- Pseudocrenilabrus philander philander
- Pseudotropheus ater
- Pseudotropheus crabro
- Pseudotropheus demasoni
- Pseudotropheus elongatus
- Pseudotropheus fainzilberi
- Pseudotropheus fuscoides
- Pseudotropheus fuscus
- Pseudotropheus galanos
- Pseudotropheus longior
- Pseudotropheus lucerna
- Pseudotropheus macrophthalmus
- Pseudotropheus microstoma
- Pseudotropheus minutus
- Pseudotropheus modestus
- Pseudotropheus novemfasciatus
- Pseudotropheus purpuratus
- Pseudotropheus saulosi
- Pseudotropheus socolofi
- Pseudotropheus tropheops gracilior
- Pseudotropheus tropheops romandi
- Pseudotropheus tropheops tropheops
- Pseudotropheus tursiops
- Pseudotropheus williamsi

## R
- Rhamphochromis brevis
- Rhamphochromis esox
- Rhamphochromis ferox
- Rhamphochromis leptosoma
- Rhamphochromis longiceps
- Rhamphochromis lucius
- Rhamphochromis macrophthalmus
- Rhamphochromis woodi

## S
- Sciaenochromis ahli
- Sciaenochromis benthicola
- Sciaenochromis fryeri
- Sciaenochromis psammophilus
- Serranochromis robustus robustus
- Stigmatochromis modestus
- Stigmatochromis pholidophorus
- Stigmatochromis pleurospilus
- Stigmatochromis woodi
- Synodontis njassae

## T
- Taeniochromis holotaenia
- Taeniolethrinops cyrtonotus
- Taeniolethrinops furcicauda
- Taeniolethrinops laticeps
- Taeniolethrinops praeorbitalis
- Tilapia rendalli
- Tilapia sparrmanii
- Tramitichromis brevis
- Tramitichromis intermedius
- Tramitichromis lituris
- Tramitichromis trilineata
- Tramitichromis variabilis
- Trematocranus labifer
- Trematocranus microstoma
- Trematocranus placodon
- Tylochromis polylepis
- Tyrannochromis macrostoma
- Tyrannochromis maculiceps
- Tyrannochromis nigriventer
- Tyrannochromis polyodon

## Z
- Zaireichthys compactus
- Zaireichthys rotundiceps[1]